# Real Live Tour
El Tour Real Live fue un tour por la banda de heavy metal, Iron Maiden. a partir del 25 de marzo de 1993 al 28 de agosto de 1993. Fue la última gira que incluía vocalista Bruce Dickinson antes de su regreso a la banda en 1999, dejando de perseguir una carrera en solitario, sus últimos conciertos que tuvieron lugar en Pinewood Studios y filmado para el video en vivo, Raising Hell, al igual que en la gira Fear Of The Dark se grabaron canciones en algunas partes de la gira y se incluyen tres de la gira anterior para el álbum A Real Dead One.
Como ya había anunciado sus planes de dejar antes la gira, los estados de Dickinson comenzaron a que los conciertos fueron un gran desafío, explicando que 
En inglés:

We walked out onstage and it was like a morgue. The Maiden fans knew I'd quit, they knew these were the last gigs, and I suddenly realised that, as the frontman, you're in an almost impossible situation. If you're like, 'Wow, this is really fucking cool tonight, man,' they're all gonna sit there going, 'What a wanker. He's leaving. How can it be cool?' Or do you go on and say, 'Look, I'm really sorry I'm leaving - not to put a damper on the evening, but I am quitting'? I mean, what do you do?
Bruce Dickinson

En español:

Salimos al escenario y fue como un depósito de cadáveres. Los fans de Maiden sabían que iba a dejar de fumar, que sabía que éstas eran los últimos conciertos, y de repente me di cuenta de que, como el líder, usted está en una situación casi imposible. Si usted es como, "Wow, esta noche es jodidamente genial", que son todos los que va a sentarse allí va , "¡Qué imbécil, se va! ¿Cómo puede ser cool?, ¿O es que siga adelante y diga: ¡Mira!, lo siento de verdad me voy - por no poner un freno a la noche, pero estoy dejando de fumar?" Quiero decir, ¿qué haces?
Bruce Dickinson

El bajista Steve Harris afirma que, durante los espectáculos alto perfil, Dickinson deliberadamente desempeño inferior, a veces sólo murmuraba en el micrófono, aunque Dickinson tiene ya que negó las acusaciones.

## Fechas
| Date                 | City              | Country         | Venue                 |
| Europe               | Europe            | Europe          | Europe                |
| -------------------- | ----------------- | --------------- | --------------------- |
| 25 de marzo de 1993  | Faro              | Portugal        | Kadoc                 |
| 27 de marzo de 1993  | Madrid            | España          | Sala Canciller        |
| 28 de marzo de 1993  | San Sebastián     | España          | Polideportivo Anoeta  |
| 29 de marzo de 1993  | Barcelona         | España          | Zeleste               |
| 5 de abril de 1993   | Ostrava           | República Checa | Ostrava arena         |
| 6 de abril de 1993   | Bratislava        | Eslovaquia      | Zimny Stadion         |
| 7 de abril de 1993   | Viena             | Austria         | Wiener Stadthalle     |
| 9 de abril de 1993   | Arnhem            | Países Bajos    | Rijnhal               |
| 10 de abril de 1993  | París             | Francia         | Elysée Montmartre     |
| 11 de abril de 1993  | Berlín            | Alemania        | Huxley's Neue Welt    |
| 13 de abril de 1993  | Wurzburgo         | Alemania        | Carl-Diem-Halle       |
| 15 de abril de 1993  | Hannover          | Alemania        | Music Hall            |
| 16 de abril de 1993  | Bremen            | Alemania        | Stadthalle            |
| 17 de abril de 1993  | Essen             | Alemania        | Grugahalle            |
| 19 de abril de 1993  | Stuttgart         | Alemania        | Schleyerhalle         |
| 20 de abril de 1993  | Saarbrücken       | Alemania        | Saarlandhalle         |
| 21 de abril de 1993  | Augsburgo         | Alemania        | Schwabenhalle         |
| 23 de abril de 1993  | Gotemburgo        | Suecia          | Scandinavium          |
| 25 de abril de 1993  | Bourges           | Francia         | Pavillon              |
| 27 de abril de 1993  | Turín             | Italia          | Palasport             |
| 28 de abril de 1993  | Majano            | Italia          | Campo Sportivo        |
| 29 de abril de 1993  | Florencia         | Italia          | Palasport             |
| 30 de abril de 1993  | Roma              | Italia          | Palaghiaccio          |
| 1 de mayo de 1993    | Roma              | Italia          | Palaghiaccio          |
| 2 de mayo de 1993    | Priolo Gargallo   | Italia          | Palasport             |
| 3 de mayo de 1993    | Regio de Calabria | Italia          | Palasport             |
| 5 de mayo de 1993    | Nápoles           | Italia          | Teatro Tenda          |
| 6 de mayo de 1993    | Bolonia           | Italia          | Parc Nord             |
| 8 de mayo de 1993    | Génova            | Italia          | Palasport             |
| 9 de mayo de 1993    | Milán             | Italia          | Forum di Assago       |
| 11 de mayo de 1993   | Tolón             | Francia         | Le Zénith             |
| 13 de mayo de 1993   | Grenoble          | Francia         | Summum                |
| 14 de mayo de 1993   | Nancy             | Francia         | Le Zénith             |
| 16 de mayo de 1993   | Sheffield         | Inglaterra      | Sheffield Arena       |
| 17 de mayo de 1993   | Londres           | Inglaterra      | Wembley Arena         |
| 19 de mayo de 1993   | Mánchester        | Inglaterra      | G-Mex                 |
| 20 de mayo de 1993   | Birmingham        | Inglaterra      | NEC Arena             |
| 21 de mayo de 1993   | Glasgow           | Inglaterra      | S.E.C.C.              |
| 23 de mayo de 1993   | Dublín            | Irlanda         | The Point             |
| 24 de mayo de 1993   | Belfast           | Irlanda         | King's Hall, Belfast  |
| 27 de mayo de 1993   | Neuchâtel         | Suiza           | Patinoire du Littoral |
| 2 de junio de 1993   | Moscú             | Rusia           | Olympic Stadium       |
| 3 de junio de 1993   | Moscú             | Rusia           | Olympic Stadium       |
| 4 de junio de 1993   | Moscú             | Rusia           | Olympic Stadium       |
| Raising Hell UK Tour |                   |                 |                       |
| 27 de agosto de 1993 | Londres           | Inglaterra      | Pinewood Studios      |
| 28 de agosto de 1993 | Londres           | Inglaterra      | Pinewood Studios      |

## Setlist
1. Intro
2. Be Quick or Be Dead (de Fear of the Dark, 1992)
3. The Number of the Beast (de Number of the Beast, 1982)
4. Prowler (de Iron Maiden, 1980)
5. Transylvania (de Iron Maiden, 1980)
6. Remember Tomorrow (de Iron Maiden, 1980)
7. Where Eagles Dare (de Piece Of Mind, 1983)
8. From Here to Eternity (de Fear of the Dark, 1992)
9. Wasting Love (de Fear of the Dark, 1992)
10. Bring Your Daughter...To the Slaughter (de No Prayer for the Dying, 1990)
11. The Evil That Men Do (de Seventh Son of a Seventh Son, 1988)
12. Afraid to Shoot Strangers (de Fear of the Dark, 1992)
13. Fear of the Dark (de Fear of the Dark, 1992)
14. The Clairvoyant (de Seventh Son of a Seventh Son, 1988)
15. Heaven Can Wait (de Somewhere in Time, 1986)
16. Run to the Hills (de Number of the Beast, 1982)
17. 2 Minutes to Midnight (de Powerslave, 1984)
18. Iron Maiden (de Iron Maiden, 1980)
19. Hallowed Be Thy Name (de Number of the Beast, 1982)
20. The Trooper (de Piece of Mind, 1983)
21. Sanctuary (de Iron Maiden, 1980)

### Temas tocados solamente en unos pocos lugares
- Wrathchild (de Killers, 1981)
- Wasted Years (de Somewhere in Time, 1986)